# Пауел (Тексас)
Пауел (енгл. Powell) град је у америчкој савезној држави Тексас. По попису становништва из 2010. у њему је живело 136 становника.

## Демографија
Према попису становништва из 2010. у граду је живело 136 становника, што је 31 (29,5%) становника више него 2000. године.
| Група             | 2000.      | 2010.      |
| Белци             | 89 (84,8%) | 91 (66,9%) |
| Афроамериканци    | 4 (3,8%)   | 37 (27,2%) |
| Азијати           | 0 (0,0%)   | 0 (0,0%)   |
| Хиспаноамериканци | 11 (10,5%) | 6 (4,4%)   |
| Укупно            | 105        | 136        |